# Elecciones municipales de 2015 en Málaga
El 24 de mayo de 2015 se celebraron, en el marco de las elecciones municipales a nivel estatal, elecciones al Ayuntamiento de Málaga. Se eligieron los 31 concejales del pleno municipal.

## Candidaturas y resultados
La candidatura del Partido Popular encabezada por Francisco de la Torre, obtuvo una mayoría simple de 13 concejales, por 9 concejales de la candidatura del Partido Socialista Obrero Español de Andalucía encabezada por María Gámez, 4 de la lista de Málaga Ahora encabezada por Ysabel Torralbo, 3 de la candidatura de Ciudadanos encabezada por Juan Cassá, y 2 de la candidatura de Izquierda Unida con Eduardo Zorrilla a la cabeza.
| ← Elecciones municipales de 2015 en Málaga →          |                                    |                              |        |       |            |
| Partido                                               | Listas de candidaturas proclamadas | Cabeza de lista              | Votos  | %     | Concejales |
| Partido Popular                                       | Candidatura del PP                 | Francisco de la Torre Prados | 83 353 | 36,47 | 13         |
| Partido Socialista Obrero Español de Andalucía        | Candidatura del PSOE-A             | María Gámez                  | 60 048 | 26,27 | 9          |
| Málaga Ahora                                          | Candidatura de Málaga Ahora        | Ysabel Torralbo              | 30 464 | 13,33 | 4          |
| Ciudadanos Partido de la Ciudadanía                   | Candidatura de Cs                  | Juan Cassá                   | 23 708 | 10,37 | 3          |
| Izquierda Unida Los Verdes Convocatoria por Andalucía | Candidatura de IULV-CA             | Eduardo Zorrilla             | 17 050 | 7,46  | 2          |
| Partido Animalista Contra el Maltrato Animal          | Candidatura del PACMA              | Andrés Cardenete             | 3389   | 1,48  | 0          |
| Unión Progreso y Democracia                           | Candidatura de UPyD                | Marcos Paz                   | 2727   | 1,19  | 0          |
| Partido Andalucista                                   | Candidatura del PA                 | Olimpia Gutiérrez            | 1381   | 0,61  | 0          |
| Soluciona                                             | Candidatura de Soluciona           | Armando Robles               | 1151   | 0,5   | 0          |
| Vox                                                   | Candidatura de Vox                 | José Enrique Lara            | 785    | 0,34  | 0          |
| Ciudadanos Libres Unidos                              | Candidatura de CILUS               | Julio del Pozo               | 632    | 0,28  | 0          |
| Partido Comunista de los Pueblos de España            | Candidatura del PCPE               | Antonio Jiménez              | 536    | 0,23  | 0          |
| Movimiento Red                                        | Candidatura de Red                 | Francisco Granados           | 422    | 0,18  | 0          |
| Unión de Ciudadanos Independientes                    | Candidatura de UCIN                | Miguel Ángel Gil             | 387    | 0,17  | 0          |
| Solidaridad y Austogestión Internacionalista          | Candidatura de SAIN                | José González                | 160    | 0,07  | 0          |

## Investidura
Partido Popular y Ciudadanos llegaron a un acuerdo alcanzado para investir a Francisco de la Torre Prados como alcalde con el apoyo de los tres concejales electos de Ciudadanos.
En la votación de investidura celebrada el 14 de junio de 2015 Francisco de la Torre Prados resultó elegido alcalde de Málaga con una mayoría absoluta de los votos de los concejales (16 votos); María Gámez recibió 13 y Eduardo Zorrilla 2.
| Votación de investidura Mayoría absoluta: 16/31 |       |
| Candidato                                       | Votos |
| Francisco de la Torre                           | 16    |
| María Gámez                                     | 13    |
| Eduardo Zorrilla                                | 2     |